# 볼프 로트
볼프 로트(영어: Wolf Roth, 1944년 8월 30일 ~ )는 독일의 배우이다.

## 출연 작품
- 신비한 동물들과 그린델왈드의 범죄